# 対馬フォーラム実行委員会
対馬フォーラム実行委員会（つしまふぉーらむじっこういいんかい）は、対馬問題（長崎県対馬について韓国の一部勢力が領有権を主張している問題）を取り上げ、国民喚起を行う地方議会議員、民間人からなる組織。2009年設立。

## 第1回 対馬フォーラム
- 2009年12月7日開催
- 主催　対馬フォーラム実行委員会
- 共催　対馬を守る全国地方議員の会、草莽全国地方議員の会、呉竹会
- 後援　産経新聞、日本会議、日本文化チャンネル桜

- 大会会長　　平沼赳夫
- 実行委員長　小礒明
- 副委員長　　松浦芳子
- ゲスト　    田母神俊雄、作元義文（対馬市議長）、山田吉彦
- 開催目的

韓国の一部国会議員や馬山市による領有権の主張、韓国資本による海上自衛隊隣接地買収で露見した土地買収の現実は目に余るものがある。国境を管轄する離島の経済的な現実と、防衛上の重要性を国民全体に意識されるよう、本フォーラムを通じて国民喚起を行う。また  新潟県 において決議された、「対馬における外国人による土地取得に関する意見書」を手本とし、全国の地方自治体における同様の決議を目指す。
- 第1回 対馬フォーラム決議文

国境離島地域特別措置法（仮称）の制定を求める決議をした。